# Deux Têtes folles
Pour plus de détails, voir Fiche technique et Distribution.
Deux Têtes folles (Paris When It Sizzles) est un film américain réalisé par Richard Quine, sorti en 1964.
Il s'agit d'un remake du film français La Fête à Henriette, sorti en 1952 et réalisé par Julien Duvivier avec un scénario coécrit avec Henri Jeanson.
Audrey Hepburn et William Holden y incarnent respectivement les personnages créés en français par Dany Robin (Henriette) et Michel Auclair (Maurice).

## Synopsis
Un producteur hollywoodien confie à l’auteur renommé Richard Benson la tâche de trouver le sujet d’un film. À Paris, Richard, censé être resté enfermé durant des semaines pour travailler à son scénario, perd tout son temps à festoyer en compagnie de son inséparable bouteille. Comme il ne lui reste que deux jours pour trouver une histoire, il recrute la secrétaire Gabrielle Simpson pour l'aider. Dans la précipitation, des idées aussi farfelues que décousues fusent des cerveaux en ébullition des deux scribouillards pendant que l’amour fait le reste. 

## Fiche technique
- Titre : Deux Têtes folles
- Titre d'origine : Paris When It Sizzles
- Titre en Belgique : Paris qui pétille
- Réalisation : Richard Quine
- Scénario : George Axelrod d'après l'histoire originale de Julien Duvivier et Henri Jeanson, La Fête à Henriette
- Musique : Nelson Riddle et Lew Spence (en)
- Assistant-réalisation : Paul Feyder
- Photographie : Charles Lang et Claude Renoir
- Son : Charles Grenzbach et Joseph de Bretagne
- Montage : Archie Marshek
- Décors : Jean d'Eaubonne
- Costumes : Hubert de Givenchy
- Effets speciaux : Paul K . Lerpae
- Pays de production :  États-Unis
- Tournage :
  - Langue : anglais
  - Intérieurs : Studios de Boulogne (Hauts-de-Seine)
  - Extérieurs : Antibes (Alpes-Maritimes), Aéroport d'Orly (Val-de-Marne), Paris (Bois de Boulogne, Tour Eiffel, Champ-de-Mars, Avenue Montaigne)
- Producteurs : George Axelrod, John R. Coonan, Carter DeHaven et Richard Quine
- Sociétés de production : Richard Quine Productions, George Axelrod Productions
- Société de distribution : Paramount Pictures
- Format : couleur par Technicolor — 35 mm — 1.85:1 — son monophonique (Westrex Recording System)
- Durée : 110 minutes
- Genre : comédie
- Date de sortie : 
  - États-Unis : 8 avril 1964

## Distribution
- William Holden (VF : Michel André) : Richard Benson/Rick
- Audrey Hepburn (VF : Jacqueline Porel) : Gabrielle Simpson/Gaby
- Grégoire Aslan (VF : Lui-même) : Gilet, l'inspecteur de police
- Raymond Bussières (VF : Lui-même) : François (1er gangster)
- Christian Duvaleix (VF : Lui-même) : le maître d'hôtel
- Michel Thomass (VF : Henry Djanik) : Michel Thoma
- Noel Coward (VF : Roger Carel) : Alexander Meyerheim
- Tony Curtis  (VF : Michel Roux)  : Maurice / Philippe
- Mel Ferrer : M. Hyde
- Marlène Dietrich : elle-même
- Frank Sinatra : un chanteur
- Henri Garcin (VF : Lui-même) : un policier
- Dominique Boschero
- Evi Marandi

## Production
L'actrice, et à l'époque de ce film surtout chanteuse, Marlene Dietrich apparaît dans son propre rôle, sortant d'une voiture et rentrant chez le couturier Christian Dior, au no 30 de l'avenue Montaigne. Cela montre à quel point son statut est reconnu en tant qu'icône de la mode à cette époque-là. Elle le fait par amitié pour Audrey Hepburn, et de surcroît réside à l'époque au 12 de la même avenue. Elle en parle ainsi dans ses mémoires : « Au moment du tournage, j'étais à Paris. Le producteur et le metteur en scène pensèrent qu'il serait drôle de me montrer devant chez Christian Dior et de me faire entrer dans la boutique du célèbre couturier. Naturellement, j'acceptai, mais quand je vois ce titre figurer dans la liste de mes films, je suis furieuse. C'est une escroquerie, et surtout, c'est très humiliant pour les vedettes de ces films. »
Le directeur de la photographie Claude Renoir quitte la production au bout de deux mois au profit de Charles Lang, Audrey Hepburn ne se trouvant pas à son avantage à l'écran avec le travail de ce chef opérateur.